# ポリュダムナ
ポリュダムナ（古希: Πολύδαμνα, Polydamna）は、ギリシア神話の人物である。アイギュプトス（古代エジプト）の王トーンの妻。トーンが治めるアイギュプトスの民は医術の神パイエーオーンの後裔であり、またその国土は優れた薬草だけでなく、毒を持つ草も多いため、みな医術に熟達していた。

## 神話
ホメーロスの叙事詩『オデュッセイアー』によると、アイギュプトスの王妃であるポリュダムナはあらゆる苦悩を消し去る秘薬の持ち主で、それを酒に混ぜて飲むと、どれほど辛く悲しいことがあってもその日は涙を流さずにすむという。ポリュダムナはその秘薬をヘレネーに与えた。またポリュダムナは夫トーンがヘレネーに近づかないように、彼女をパロス島に移し、島の毒蛇の害を受けないように薬草を与えたともいう。後にテーレマコスが父オデュッセウスの情報を求めてスパルタを訪れたとき、ヘレネーはみなが飲む酒にポリュダムナの秘薬を混ぜて出した。
ヘーロドトスによると、ヘレネーはトロイアーの王子パリスにさらわれて、スパルタからトロイアーに向かう途上でアイギュプトスを訪れた。シケリアのディオドーロスは、トーンとポリュダムナは古代エジプトのテーベの支配者であったとしている。そしてこの市の人々は今でもポリュダムナの秘薬を用いていると述べている。